# Michel Richard Delalande
Michel Richard Delalande, psán také de Lalande (15. prosince 1657 Paříž – 18. června 1726 Versailles) byl francouzský barokní houslista, varhaník a hudební skladatel, který sloužil na dvoře krále Ludvíka XIV. Byl jedním z nejznámějších skladatelů tzv. velkých motet. Jeho dílo předznamenává kantáty Johanna Sebastiana Bacha či oratoria Georga Friedricha Händela.

## Život
Michel Richard byl jedním z patnácti dětí Michela Lalande a Claude Dumourtiersové. V devíti letech se stal zpěvákem v královské kapli St. Germain-l'Auxerrois v Paříži. Hrál na několik nástrojů a v patnácti letech se neúspěšně ucházel o místo houslisty v operním orchestru řízeném Jeanem-Baptistou Lullym. Byl rovněž výborným cembalistou a učil na tento nástroj dcery francouzského šlechtice Maréchala de Noailles, který jej doporučil králi Ludvíku XIV., aby vyučoval jeho dvě dcery. V letech 1670–1680 působil jako varhaník ve čtyřech pařížských kostelech: Saint-Gervais, Petit-Saint-Antoine, Saint-Paul a Saint-Jean-en-Grève.
V roce 1683 uspořádal Ludvík XIV. tradiční skladatelskou soutěž. Zadal všem ke zhudebnění stejný náboženský text a sám byl jediným soudcem. Delalande byl jedním ze čtyř vítězů. Dalšími byli Nicolas Goupillet, Pascal Collasse a Guillaume Minoret. Vítězové měli za povinnost vždy čtvrt roku komponovat pro královskou kapli chrámovou hudbu. Jak jednotliví skladatelé odcházeli do důchodu, Delalande přebíral jejich povinnosti, až v roce 1714 se stal jediným ředitelem hudby královské kaple. V roce 1695 se podobným postupem stal i ředitelem komorní hudby. Za všechny tyto funkce byl dobře placen a žil v relativním luxusu.
V roce 1684 se Delalande oženil s Anne Rebelovou, se kterou měl dvě dcery Marie-Anne (1686) a Jeanne (1687). Obě zemřely při epidemii neštovic v roce 1711. Král financoval jejich smuteční obřady. Když Ludvík XIV. zemřel (1715), Delalande začal přenášet dvorní povinnosti na své studenty a královská kaple se vrátila k systému čtyř skladatelů. V roce 1722 Delalandova manželka zemřela a o rok později se znovu oženil s Maríe-Louisou de Cury (1692–1775), se kterou měl jednu dceru.
Michel Richard Delalande zemřel 18. června 1726 na zápal plic. Je pochován v chrámu Notre Dame ve Versailles. Vzhledem k tomu, že sám nikdy smuteční mši nezkomponoval, hrálo se na jeho pohřbu requiem, které v roce 1656 zkomponoval Charles d'Helfer pro vzpomínkové smuteční obřady za lotrinského vévodu Karla III.

## Dílo
Delalande je známý zejména svými velkými motety, která komponoval pro královskou kapli. Dochovalo se jich 70, řada z nich i v několika verzích. Tato díla formálně připomínají německé kantáty, ve kterých se střídají sólové árie, ansámbly a polyfonní sbory. Moteta jsou zpravidla komponována pro tři „sbory“, tj. menší skupiny hlasů se stejným partem, plný sbor a orchestr. S postupem času se struktura těchto skladeb měnila. Jeho rané práce jsou organizovány poněkud volněji, bez jasného rozdělení mezi jednotlivými částmi. Pozdější práce jsou charakteristické přesnějším rozdělením slabičných recitativů, árií, sborů a instrumentálních částí a zvýrazněním kontrastů mezi nimi. Sbory, obvykle složené z pěti dílů, se stávají více polyfonními a orchestrální části jsou méně závislé na vokální linii. Typickým příkladem je posthumní verze jeho De profundis. Často se motiv vstupní instrumentální symfonie stává hlavním motivem následující sborové fugy, jako je tomu např. v Hostem repellas longius ze skladby Veni Creator Spiritus z roku 1684.

### Katalog děl
Souborný katalog Delalandových děl byl sestaven Lionelem Sawkinsem a Johnem Nightingalem v roce 2005 a vydán nakladatelstvím Oxford University Press. Obsahuje více než 3000 hudebních příkladů, detaily požadavků na interpretaci a prakticky veškerý dostupný zdrojový materiál.